# باراباس (فیلم ۱۹۶۱)
باراباس (Barabbas) فیلمی تاریخی-مذهبی به کارگردانی ریچارد فلایشر محصول ۱۹۶۱ ایتالیا است.

## خلاصه داستان
روز عید است و مردم که می‌توانند از حکم‌رانان رومی برای یک محکوم به مرگ تقاضای عفو کنند، از میان حضرت مسیح «(روی مانگانو)» و باراباس «(کوئین)» یک صدا عفو باراباس را طلب می‌کنند. باراباس را به عنوان برده به معادن گوگرد می‌برند، و در آن جا به لطف یکی از پیروان مسیح (گاسمن) با تعالیم وی آشنا می‌شود…

## بازیگران
- آنتونی کوئین
- آرتور کندی
- جک پالانس
- سیلوانا مانگانو
- هری اندروز
- ارنست بورگناین
- ویتوریو گاسمن
- روی مانگانو
- نورمن وولند
- والنتینا کورتز
- کتی جورادو
- میمو پُلی
- آلفیو کالتابیانو
- انریکو گلوری
- ناندو آنجلینی
- لوچیا مودونیو
- ویرا درودی